# Boeing C-40 Clipper
Boeing C-40 Clipper er det amerikanske militærs designation på det civile fly Boeing 737-700C. Flyet bliver brugt af United States Air Force og United States Army som VIP-fly og militært transportfly. Det er udviklet i tre forskellige varianter.

## Varianter

### C-40A Clipper
United States Navys version af Boeing 737-700 for fragt og passagertransport med høj prioritet. I alt bygget 14 eksemplarer.

### C-40B
United States Air Force version af Boeing 737-700 (Boeing Business Jet) modificeret som et VIP-fly for regeringsmedlemmer og højt placerede militærer personer. I alt bygget fire eksemplarer.

### C-40C
United States Air Force version af Boeing 737-700 (Boeing Business Jet), modificeret som støtte- og transportfly. I alt bygget seks eksemplarer.